# Paperino "3 D"
Paperino "3 D" (oppure Paperino "3-D") è una storia a fumetti scritta da Guido Martina e disegnata da Romano Scarpa, pubblicata per la prima volta in Italia nel 1954 sulla rivista Topolino. A parte alcune tavole di collegamento pubblicate sull'Almanacco Topolino, è la prima storia di Scarpa con il personaggio di Paperino.

## Storia editoriale
Scarpa aveva già scritto una prima sceneggiatura con Paperino ma fu questa, scritta da Martina, la sua prima storia col personaggio a essere disegnata e pubblicata. La storia venne pubblicata sulla rivista Topolino (nn. 97-99) dal 25 agosto al 25 settembre 1954 in tre puntate, con la prima intitolata "Paperino "3 D"" mentre le altre due "Paperino "3-D"". La storia è stata pubblicata sette volte in Italia su diverse testate mentre all'estero è stata pubblicata solo dal 2014 (Finlandia, Germania, Francia e Grecia).

## Pubblicazioni

### Italia
- Topolino 97-99 (1954)

- Albi della Rosa n. 522 (8 novembre 1964)
- Capolavori Disney n. 21 - Le grandi storie di Romano Scarpa 1953-1954 (1994)
- I Classici di Walt Disney (seconda serie) n. 241 (1996)
- Tutto Disney n. 29 - 70° Paperino (2004)
- I Grandi Classici Disney n. 292 (2011)
- Le grandi storie Disney - L'opera omnia di Romano Scarpa 1 - Paperino e i gamberi in salmì e altre storie (2014)[4]